# Burger Odendaal
Pas d'image ? Cliquez ici

a Compétitions nationales et continentales officielles uniquement.

Dernière mise à jour le 9 mai 2025.
Burger Odendaal, né le 15 avril 1993 à Bloemfontein (Afrique du Sud), est un joueur sud-africain de rugby à XV jouant au poste de centre aux Northampton Saints.

## Biographie
Durant sa jeunesse, Burger Odendaal joue pour les Golden Lions jusqu'en moins de 18 ans, puis rejoint les Blue Bulls en 2012. Il joue aussi pour les UP Tuks de l'université de Pretoria,.
Burger Odendaal poursuit sa carrière avec les Blue Bulls en 2013 en moins de 21 ans pour la Vodacom Cup. L'année suivante, il joue ses premiers matchs de Currie Cup,.
Il fait ensuite ses débuts en Super Rugby sous la couleur des Bulls durant la saison 2015. Il joue son premier match face aux Crusaders et est titularisé au dernier moment après une blessure de Jan Serfontein. Dans cette rencontre, il marque un essai qui permet à son équipe de s'imposer 31 à 19,. Il joue ensuite dix autres matchs dans la compétition cette saison.
En 2016, il est titulaire durant la finale de la Currie Cup perdue 36 à 16 contre les Free State Cheetahs,.
Deux ans plus tard, il fait un passage de quelques mois aux Kubota Spears, club japonais, pour finir l'année 2018.
En 2020, il s'engage avec les Lions et en devient le capitaine,. Il quitte cette équipe pour rejoindre les Wasps dès la saison 2022-2023. Il participe au début de saison et joue quatre matchs et marque un essai avant le placement en redressement judiciaire du club. Il choisit donc de retourner au Japon, et rejoint l'équipe des Toshiba Brave Lupus pour finir la saison.
À partir de la saison 2023-2024, il s'engage aux Northampton Saints,. Pour sa première saison, il est titulaire en finale et remporte le championnat, grâce à une victoire contre Bath Rugby,. Odendaal se blesse gravement à un genou durant cette finale, ce qui lui fait manquer une bonne partie de la saison 2024-2025. Il fait son retour sur le terrains en seconde partie de saison pour un match de Coupe d'Angleterre face aux Ealing Trailfinders.